# إحسان شفيق
إحسان شفيق (مواليد 1976 - 2012) لاعب كونغ فو، ولد في أفغانستان، و في عام 1980 هاجر إلى الباكستان مع والديه أثناء التدخل السوفيتي في أفغانستان، ليستقر مع أسرته قي إقليم بيشاور الباكستاني. توفي في يونيو 2012 إثر نوبة قلبية.

## نبذة عن حياته
كان إحسان يهتم بشغف شديد بالفنون القتالية منذ صغره، حيث كان وهو في العاشرة من عمره يتلقى التدريب على يد أخيه الأكبر وحيد شفيق، الذي كان يحمل وسام الغراند ماستر في الكونغ فو، وبعد 18 عام من التدريب حصل على أعلى المستويات قي جميع البطولات المحلية في باكستان وقد هاجر قي عام 2001 إلى إنجلترا واستقر قي لندن وأصبح من ابطال إنجلترا وأوروبا قي الكونغ فو والكيك بوكسينغ والتايكوندو.
لديه حاليا 7 مدارس لتعليم الفنون القتالية قي إنجلترا.

## أهم البطولات الحائز عليها
1991 بطولة باكستان للفنون القتالية.
1992بطل باكستان في الفنون القتالية.
1994 بطل في الكاراتيه (باكستان).
1996 حاصل على الميدالية الذهبية في بطولة باكستان.
1999 حاصل على الميدالية الذهبية في بطولة باكستان.
2002 الفائز بالميدالية الذهبية في بطولة المملكة المتحدة للتايكوندو.
2004 بطل أوروبا في الكونغ فو (ألمانيا) الميدالية الفضية في بطولة الكونغ فو (المملكة المتحدة).
2004 بطل الكونغ فو الوطنية(المملكة المتحدة).
2005 بطولة ركلة الملاكمة.
2005 بطل الكونغ فو البريطاني.
2006 بطولة ركلة الملاكمة.
2006 بطولة المملكة المتحدة للكونغ فو الوطنية.
2007 بطل الكونغ فو الوطنية في المملكة المتحدة.